# Chak Jhumra
Chak Jhumra (en ourdou : چک جھمرہ) est une ville pakistanaise située dans le district de Faisalabad, dans la province du Pendjab. Elle est la capitale du tehsil du même nom.
La ville est située à seulement 21 kilomètres au nord de Faisalabad, troisième plus grande ville du pays. C'est une jonction importante au sein du réseau ferré pakistanais. La voie venant de Faisalabad se divise en effet en trois pour rejoindre Sargodha ou Lahore.
La population de la ville a été multipliée par trois entre 1972 et 2017 selon les recensements officiels, passant de 16 278 habitants à 48 724. Entre 1998 et 2017, la croissance annuelle moyenne s'affiche à 2,2 %, un peu inférieure à la moyenne nationale de 2,4 %. Selon le recensement de 2023, la population de la ville monte à 60 131 habitants.
Près de 96 % des habitants parlent le pendjabi, tandis qu'environ 3 % des habitants ont l'ourdou pour langue maternelle.
Essentiellement musulmane, la ville inclut une importante minorité chrétienne, comptant presque 3 000 fidèles, presque 5 % des habitants de la ville.
Le taux d'alphabétisation de la ville s'élève à 79 % en 2023 (contre une moyenne nationale de 61 %), dont 82 % pour les hommes et 77 % pour les femmes.
|            | 1972 (rec.) | 1981 (rec.) | 1998 (rec.) | 2017 (rec.) | 2023 (rec.) |
| ---------- | ----------- | ----------- | ----------- | ----------- | ----------- |
| Population | 16 278      | 17 420      | 32 111      | 48 724      | 60 131      |